# Groupe Even
 (novembre 2012).
Si vous disposez d'ouvrages ou d'articles de référence ou si vous connaissez des sites web de qualité traitant du thème abordé ici, merci de compléter l'article en donnant les références utiles à sa vérifiabilité et en les liant à la section « Notes et références ».
Le Groupe Even est un groupe agroalimentaire coopératif créé en 1930 en Bretagne, basé à Ploudaniel dans le Finistère. Il compte 1 030 agriculteurs adhérents et 6 480 salariés.

## Histoire
Créée en 1930 par François-Louis Blons, la coopérative laitière de Ploudaniel regroupe une trentaine d'agriculteurs adhérents dont elle collecte le lait en bidons dans les fermes et le transforme en beurre et d'autres produits laitiers pour être commercialisé. Even commence à fabriquer du lait en poudre à partir de 1952 dans son usine de Saint-Brieuc. La Coopérative laitière de Ploudaniel, qui collecte 5 000 litres de lait par jour auprès de 250 agriculteurs adhérents, fabrique ses premiers yaourts en 1955. En 1967, Eugène Jacq, originaire de Saint-Frégant, en devient président. Une nouvelle usine est construite à Ploudaniel et devient le groupe laitier Even. La coopérative crée des filiales « veaux de boucherie » et « viande bovine », et se lance dans la fabrication de fromages. En 1970, Even investit dans les filières viande, nutrition animale et approvisionnement. En 1984, Jean Vourc'h en est nommé président.
À partir des années 1990, la Coopérative devient multi-métiers par des activités non liées à la Politique Agricole Commune. En 2000, Even conclut un partenariat avec la Coopérative laitière de la Côte d'Émeraude, dans les Côtes d’Armor. Cinq ans plus tard, en 2005, Even collecte quotidiennement près de un million de litres de lait et compte 1 200 agriculteurs adhérents[réf. nécessaire]. En 2007, Even se rapproche[C'est-à-dire ?] de Socopa. En 2009, Laïta est créée. En 2015, Even et l'Armoricaine Laitière, coopérative des Côtes d'Armor, fusionnent leur activité.
En septembre 2020, Even annonce le départ de son directeur général, Christian Couilleau, qui était à la tête de l'entreprise depuis 1993. Il est remplacé depuis le 2 octobre 2020 par Christian Griner, déjà directeur général de la filiale Laïta. La longévité des dirigeants d'Even est assez rare pour une entreprise de cette taille puisque Christian Griner n'est que le troisième directeur général en 56 ans après les deux longs mandats de Christian Couilleau (26 ans) et François Dubois (30 ans).
Le 1er juillet 2024, le Conseil d’administration d’Even a porté Jean-Michel Gac, producteur laitier à Hénanbihen dans les Côtes-d’Armor, à la présidence de la Coopérative. Il succède à Guy Le Bars qui, après 17 ans de mandat, a souhaité passer le témoin.

## Activités

### Lait et produits laitiers
Sa filiale Laïta fabrique et commercialise quatre grandes familles de produits : grande consommation, nutrition santé, ingrédients laitiers et aliments pour jeunes mammifères. La société commercialise ses produits à des marques comme (Paysan Breton, Mamie Nova et Régilait) et à marques de distributeurs.

### Distribution alimentaire

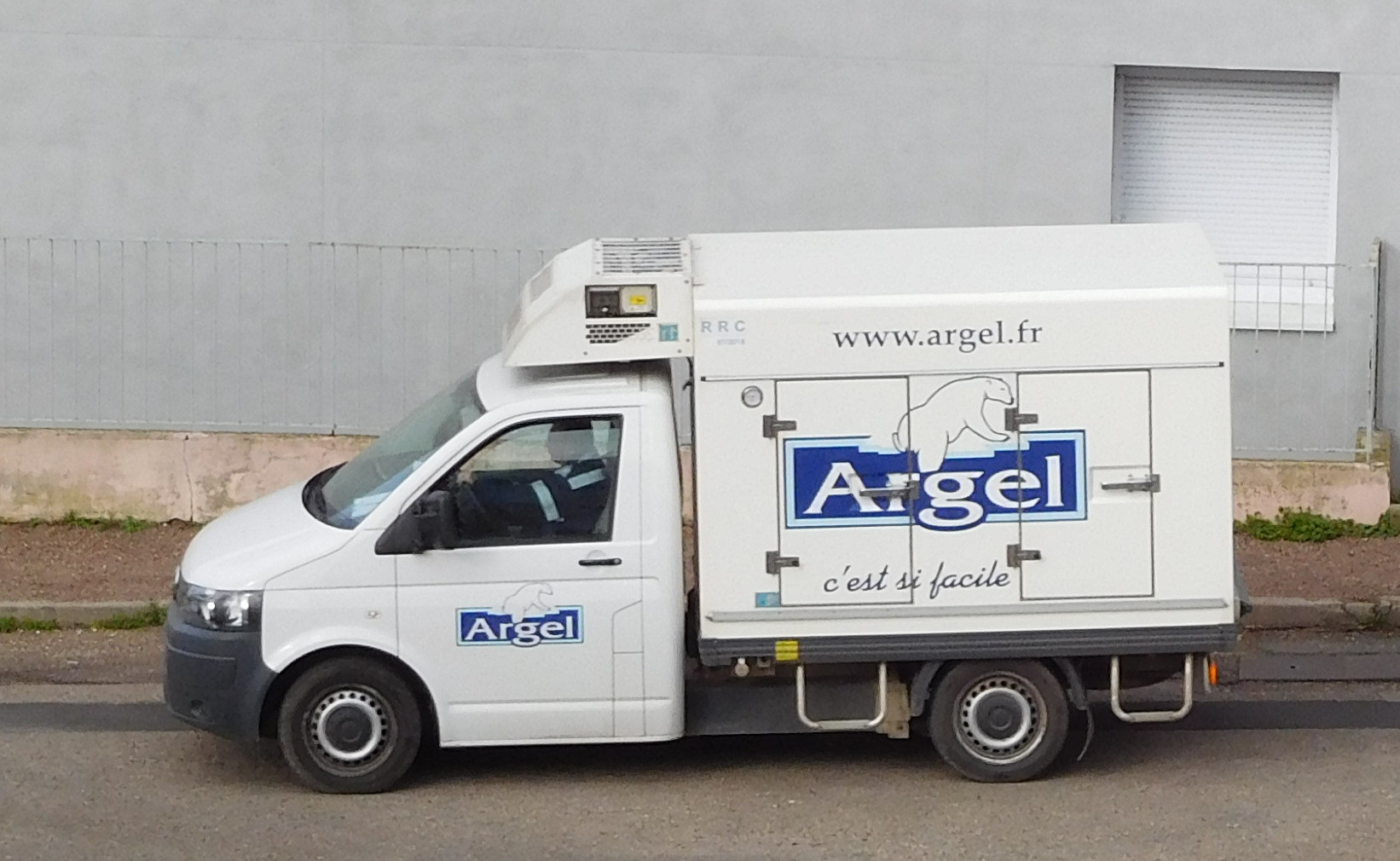
Camionnette aux couleurs d'Argel.

Depuis le début des années 1990, Even se développe dans le secteur de la distribution alimentaire que ce soit à destination des particuliers ou des professionnels de la restauration. Even Distribution mène aussi des activités de vente à domicile, au travers de la société Argel, qui commercialise des produits surgelés, frais et d'épicerie aux particuliers à domicile.
Au travers du Réseau Krill ainsi que l'alliance Atlanterra, Even distribue des produits tri-températures (surgelés, frais et épicerie) aux professionnels de la restauration hors domicile. Even commercialise également des produits spécifiques à destination des boulangeries et pâtisseries au travers du réseau Capella.
Even opère également dans un pôle de diversification avec des PME agroalimentaires innovantes dont les plats cuisinés et les herbes aromatiques.

### Métiers de l'amont agricole
Even opère dans plusieurs domaines : conseils à la conduite des exploitations, agrofournitures (Even Agri et Gamm vert), nutrition animale (Even Nutrition Animale et Tecnor) et génétique porcine (Topigs Norsvin). Ce pôle d’activité a généré en 2023 un chiffre d’affaires de 140 millions d’euros.

## Gouvernance
La gouvernance d'Even suit le schéma coopératif. Elle est assurée par le binôme Jean-Michel Gac (président) - Christian Griner (directeur général) qui travaille au service des deux corps sociaux : adhérents et salariés.

## Lien Externe
- Site officiel du groupe Even